# Antikensammlung Berlin

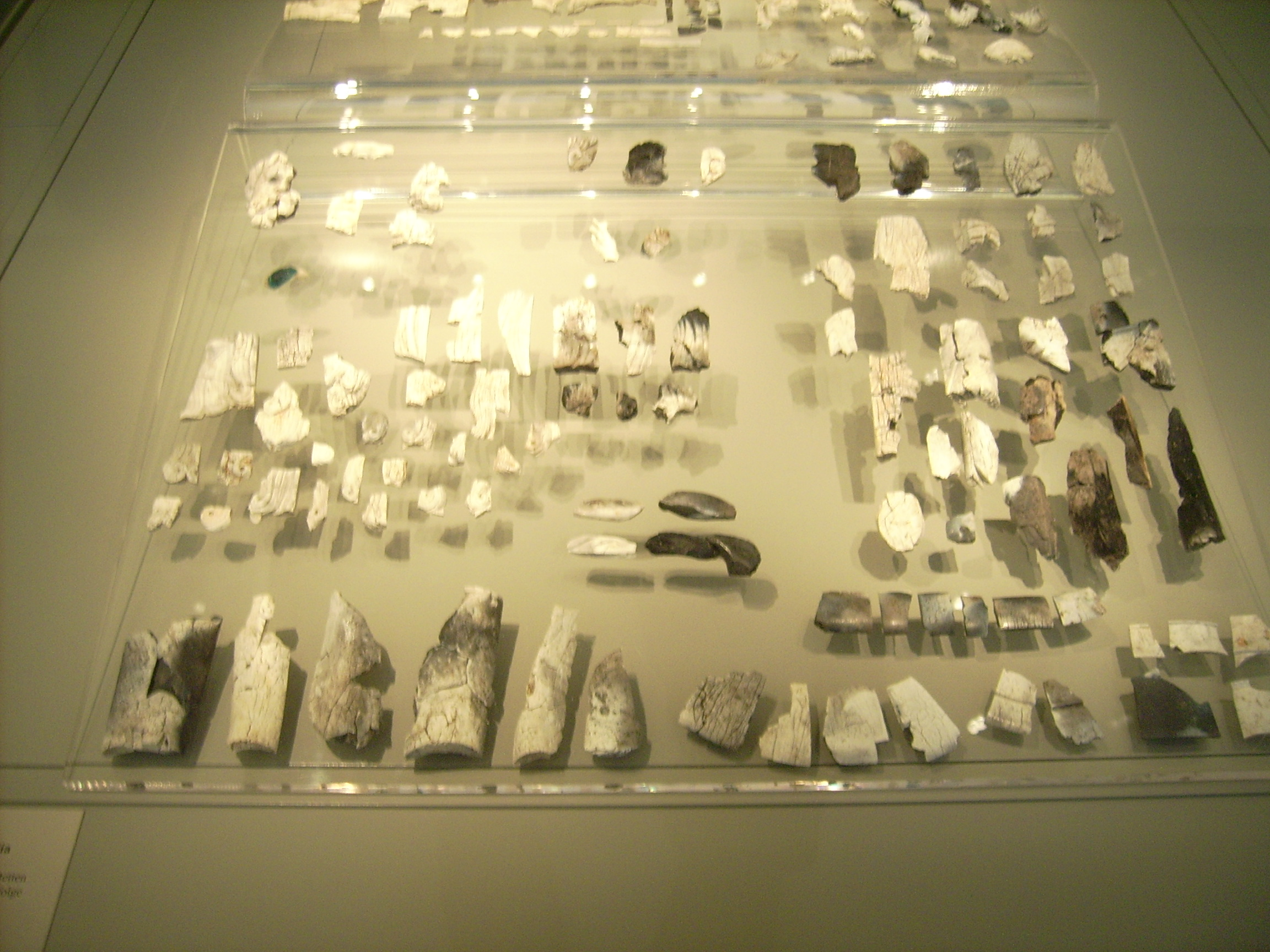
Una vetrina della collezione.

L'Antikensammlung Berlin ("collezione di antichità di Berlino") è una delle più importanti collezioni di arte antica al mondo, attualmente conservata in vari Musei statali di Berlino, tutti siti sull'Isola dei musei (Altes Museum, Neues Museum e Pergamonmuseum).
Contiene migliaia di antichi reperti archeologici delle antiche civiltà greca, romana, etrusca e cipriota. La sua principale attrazione è l'altare di Pergamo e gli elementi architettonici delle città di Priene, Magnesia, Baalbek e Falerii. La collezione comprende inoltre un gran numero di sculture antiche, vasi, terrecotte, bronzi, sarcofagi, gemme incise e oggetti in metallo.

## Storia della collezione

### Fondazione
Le fondamenta della collezione furono poste al tempo dell'elettore di Brandeburgo Federico Guglielmo I da antiche sculture saccheggiate nel 1656 dal Palazzo di Villa Regia a Varsavia. Le sculture ottenute erano state acquistate in Italia dai re polacchi Sigismondo III Vasa e Ladislao IV Vasa. Questo nucleo della collezione, originariamente ospitato presso il Castello di Berlino, fu ampliato attraverso acquisizioni, inclusa quella della collezione di Gerrit Reynst nel 1671. Le acquisizioni continuarono nel 1698 quando Federico III acquistò l'importante collezione appartenente all'archeologo romano Giovanni Pietro Bellori. Dopo un intervallo più lungo, in cui Federico Guglielmo I scambiò, tra l'altro, 36 pregevoli statue per due reggimenti di dragoni con Augusto II il Forte, seguì, nel 1742, l'acquisto, da parte di Federico II, della collezione del cardinale Melchior de Polignac, che comprendeva la figura ben nota della "ragazza che gioca a tirapugni". Acquistò nel 1747 la già famosa statua in bronzo del cosiddetto "ragazzo in preghiera", che era presente sulla terrazza del Castello Sanssouci fino al 1786. La collezione fu notevolmente ampliata nel 1758 attraverso l'eredità della collezione del Markgräfin von Ansbach-Bayreuth, che comprendeva il "mosaico del Nilo" di Palestrina, e nel 1764 attraverso l'acquisto della collezione di gemme antiche di Philipp von Stosch.
La maggior parte delle antichità furono sparse tra i castelli reali negli anni 1770 o mostrate in un antico tempio appositamente costruito a Potsdam dove non erano accessibili al pubblico. Il 1797 vide i primi pensieri sull'accesso del pubblico, con il progetto di erigere un museo pubblico a Berlino per mostrare, tra le altre cose, i pezzi più importanti delle collezioni reali. Venne nominata una commissione, sotto la direzione di Wilhelm von Humboldt, per selezionare i pezzi da esporre. Contestualmente alla nascita di questo nuovo museo furono effettuate ulteriori importanti acquisizioni, ad esempio nel 1827 la collezione di bronzi e vasi del console generale Bartholdy e nel 1828 la collezione di 1348 vasi antichi del generale Franz Freiherr von Koller.

### La collezione fino al 1939
La collezione trovò la sua prima sede nell'edificio del 1830 di Karl Friedrich Schinkel (ora Altes Museum) nel Lustgarten vicino allo Stadtschloss. All'inizio la collezione era prevalentemente greca e romana, sebbene comprendesse anche alcune sculture medievali e moderne. Nel corso del XIX secolo furono effettuati molti altri acquisti, tra cui nel 1831 la collezione Dorow-Magnus di 442 vasi. La collezione di vasi fu notevolmente ampliata negli anni successivi dal lascito della collezione dell'archeologo Eduard Gerhard e divenne una delle più importanti al mondo.
La sala centrale dell'edificio era la Rotonda, uno dei primi esempi di architettura museale appositamente costruita, in cui fu allestita la prima esposizione di sculture, scelta su commissione di von Humboldt. Al suo esterno si estendevano due sale, una delle divinità classiche, l'altra degli eroi classici, alle quali si univano due sale con statue di imperatori romani, ritratti, sarcofagi, urne cinerarie e rilievi. Nella sala dell'Antiquarium erano inizialmente alloggiati piccoli oggetti.
Il primo direttore del nuovo museo fu lo scultore Christian Friedrich Tieck e il suo primo curatore archeologico (dal 1833 al 1855) Eduard Gerhard. Anche in questa fase, grazie a Gerhard, il focus non era solo sull'esposizione di opere d'arte, ma anche sulla ricerca e sviluppo scientifico. Un segno di questo approccio scientifico fu l'allestimento di un catalogo sistematico (con disegni) delle opere d'arte antiche del museo dall'Italia e dalla Grecia. Questa raccolta di disegni crebbe rapidamente e i suoi 2500 fogli sono utilizzati dai ricercatori ancora ai giorni nostri.
Durante il suo mandato, Gerhard non si limitò ad acquisire "oggetti stellari", ma cercò di guardare all'intera ampiezza della collezione e di espanderla in una varietà di aree. Al fine di produrre una panoramica completa della storia dell'arte antica, fu contro l'opposizione ai calchi e ne incoraggiò l'acquisizione da parte della collezione invece di costose statue originali. La collezione di calchi, esistente dal 1796 presso l' Accademia delle arti prussiane di Berlino, fu collegata al museo nel 1842. Nei decenni successivi, la collezione si espanse fino a diventare una delle più grandi del suo genere. La combinazione di originali e copie, nel tempo è arrivata a sostenere l'incoraggiamento della ricerca e delle borse di studio da parte del Museo.
Il vecchio edificio museale divenne presto troppo piccolo per la collezione e fu costruito un altro edificio, il Neues Museum (Nuovo Museo), da Friedrich August Stüler tra il 1843 e il 1855 a nord dell'edificio originale. In questo nuovo edificio, cominciarono a diventare realtà le idee di organizzare le collezioni archeologiche in una linea temporale completa cronologica e concettuale. Al piano inferiore del museo venne allestita la collezione egizia (esistente già da alcuni anni ma non accessibile al pubblico), mentre al piano superiore era esposta la collezione di calchi su progetto di Stüler. L'arredamento e le pitture murali delle camere erano stati progettati specificamente per adattarsi al soggetto o all'epoca in questione. Questo nuovo allestimento, tuttavia, non durò a lungo, poiché nel 1879 la collezione di vasi fu trasferita dall'Antiquarium nel nuovo edificio.
Anche se la collezione di vasi aveva superato la capacità di stoccaggio del vecchio edificio, lo spazio disponibile non era ancora sufficiente, così nel 1883 si decise di separare le sculture post-antiche in una propria collezione, da collocare nel Kaiser-Friedrich-Museo (oggi noto come Bode Museum, o Skulpturensammlung und Museum für Byzantinische Kunst, ovvero la Collezione di sculture e Museo d'arte bizantina) che era già in fase di progettazione. Eppure l'acquisto nel 1884 della collezione di Peter Alexandrovich Saburov  causò nuovamente una grave carenza di spazio.
Per ampliare la collezione, dal 1875 il museo realizzò propri scavi nel Mediterraneo, a cominciare dalle rovine di Olimpia. Nel 1878 Carl Humann e Alexander Conze iniziarono gli scavi a Pergamo, che portarono al Museo il suo oggetto più famoso, l'Altare di Pergamo. Seguirono ulteriori scavi a Priene, Magnesia, Mileto e Baalbek, ma questi scavi comportarono nuovi problemi.
La collezione fu arricchita, all'inizio del XX secolo, da acquisizioni oltre che da scavi, come quella di oggetti minori appartenuti a Friedrich L. von Gans nel 1912, la collezione di vetri acquistata nel 1913 da M. von Rath, il "Thronende Göttin" (Dea in trono) nel 1916, la statua di una donna che tiene una mela nel 1925 e una collezione di ritratti di mummie dal Fayum nel 1929.
Per la presentazione di tutti questi pezzi di architettura antica era necessario un altro nuovo edificio museale. Tra il 1897 e il 1899, l'architetto Fritz Wolff creò il primo Museo di Pergamo. Fu aperto nel 1901 e nel suo pozzo di luce era esposto l'altare di Pergamo e altri esempi architettonici. Eppure i problemi con le fondamenta portarono presto alla sua chiusura e demolizione. Wilhelm von Bode, nel 1907, progettò un nuovo edificio, iniziato nel 1912, ma la prima guerra mondiale e il crollo di Wall Street causarono ripetute interruzioni dei lavori. Nel 1930, in occasione del centenario della collezione, poté essere finalmente consegnato al pubblico un nuovo museo (chiamato Pergamonmuseum dal 1958), progettato da Alfred Messel e costruito da Ludwig Hoffmann. Le tre sale intermedie esistenti vennero riservate all'arte antica.
La vecchia ala sinistra divenne il Deutsche Museum, per alleviare gravi problemi di spazio al Kaiser-Friedrich-Museum. L'ala destra era riservata alla collezione del Vicino Oriente e al museo d'arte islamica. Le tre sale intermedie, dopo l'aggiunta di grandi ampliamenti, consentirono di esporre a tutta altezza l'architettura antica, con un uso innovativo della luce naturale. Attraverso i collegamenti tra i tre musei archeologici, dal 1930 fino alla chiusura dei musei allo scoppio della guerra nel 1939, i visitatori ebbero la possibilità di intraprendere un viaggio attraverso le prime alte culture dell'antico Egitto, del Vicino Oriente antico e del mondo antico per i successivi nove anni.

### Il "Kriegsinferno"
Nel 1941 iniziò la salvaguardia degli oggetti con sacco di sabbia e altri accorgimenti. Ciò che poteva essere spostato venne in gran parte portato alle Flakturm del Zoologischer Garten Berlin e di Friedrichshain e nei sotterranei della Zecca. Con l'aggravarsi dei bombardamenti, questi luoghi (soprattutto le Flakturm) sembravano inadatte e il 10 marzo 1945 si decise di spostare le opere d'arte nelle miniere a ovest di Berlino. Dopo che una decina di convogli avevano iniziato a trasferirvi le raccolte, tuttavia, era diventato troppo pericoloso farlo, e questa operazione venne posticipata alla prima settimana di aprile. Così gran parte della piccola arte e della fornitura delle riviste della collezione antica fu invece trasferita alle miniere di Grasleben e a Kaiserroda in Turingia. Nel corso della guerra, l'Altes Museum e il Neue Museum furono distrutti e il Museumsneubau e alcuni dei reperti furono danneggiati. Nonostante la preoccupazione per la loro incolumità, i tesori d'arte delle Flaktürmen non furono quasi danneggiati durante la battaglia di Berlino.
Il peggio, tuttavia, arrivò dopo la fine della battaglia, con le guardie che disertarono i loro posti e lasciarono tutto al saccheggio sia dei tedeschi che dei russi. In due incendi nel Flakturm Friedrichshain nel maggio 1945 gran parte dei tesori d'arte ivi immagazzinati fu probabilmente distrutta, comprese diverse antichità. Altri vennero confiscati dall'Armata Rossa, portati a Mosca e Leningrado come "bottino di guerra" e non ancora restituiti. Quanto venne preso in questo modo è ancora sconosciuto; 25 vasi greci che possono essere mostrati come appartenenti alla collezione di Berlino sono stati esposti nel 2005 in una mostra intitolata "Archeologia della guerra" al Museo Pushkin di Mosca. Altri vasi sono stati scoperti nel Museo storico moscovita. Diversi vasi, che furono prestati nel 1903 al Museo Provinciale di Poznań (13 dei 19 vasi sono dimostrabili dalla collezione di Berlino) e diversi busti ritratti che furono prestati dal 1908 allo Schloss, furono inclusi dalla Polonia, nel 1945, nel Muzeum Narodowe a Poznań, dove si trovano ancora oggi.
L'entità delle perdite sull'intera collezione potrebbe essere indagata e documentata per la prima volta dopo la riunificazione della collezione, con il primo catalogo delle perdite apparso nel 2005. Questo catalogo nomina cinque grandi statue in bronzo (tra cui la "Vittoria del Calvatone"), circa 300 statue in marmo e pietra, più di 40 rilievi, più di 20 elementi architettonici in pietra, circa 30 vasi in pietra, più di 1500 vasi e frammenti di vasi (inclusi pezzi del Pittore di Amasis, del Pittore di Berlino, del Pittore di Brygos, del Pittore di Edimburgo, di Exekias, del Pittore di Geras e del Pittore di Pan), 100 gioielli in oro e più di 150 gemme incise.

### La collezione divisa

#### La collezione sull'Isola dei Musei
Nel 1958 l' URSS restituì gran parte di questo bottino di guerra alla RDT, ma con la distruzione sia dell'Altes che del Neue Museum, era assolutamente necessaria  una nuova sede per le collezioni dell'Isola dei musei. Le tre sale centrali del Museo di Pergamo ospitarono ancora una volta reperti architettonici e la sala centrale l'altare di Pergamo. Nella sala di destra era ospitata l'architettura romana, e nella stessa ala destra il Museo del Vicino Oriente al primo piano e il Museo di Arte Islamica al piano superiore (come era prima del 1939). Nella sala sinistra era ospitata l'architettura greca, con sculture antiche (già nell'Altes Museum) nell'ala sinistra, e per un breve periodo furono esposte monete antiche nel Münzkabinett Berlin. Al piano superiore si trovavano ritratti romani, arte etrusca e pezzi scelti dalla collezione di piccoli oggetti. Non c'era spazio, tuttavia, per l'arte dell'antica Cipro fino a quando l'Altes Museum non fu ricostruito e questi oggetti dovettero rimanere in deposito.
Nel 1982 fu realizzato un nuovo ingresso, che conduceva direttamente nella sala centrale e, da lì, all'altare di Pergamo. Nel 1983-1984 le sculture antiche furono rimesse in mostra, questa volta in una sequenza cronologica, iniziando con l'arte greca arcaica, attraverso originali classici, sculture ellenistiche e copie romane di originali classici, e terminando con l'arte romana.
Tenuta fuori dal mercato dell'arte internazionale, la collezione si limitò a mantenere e presentare la collezione esistente sull'Isola dei Musei. Solo in pochi casi la collezione poté essere arricchita da nuove acquisizioni, come un eccezionale rilievo in marmo greco di due cavalieri e sette preziosi vasi.

#### La collezione a Charlottenburg
Sempre nel 1958 gli oggetti che erano stati evacuati in Turingia durante la guerra (poi spostati dagli americani a Celle nella Germania Ovest) furono restituiti a Berlino. Sebbene un rimpatrio all'Isola dei Musei fosse fuori questione, furono trovate altre sistemazioni per gli oggetti. Nel 1961 le antichità (già esposte al pubblico dal 1960 negli edifici delle baracche di Stüler allo Schloss Charlottenburg) furono affidate alla Fondazione del patrimonio culturale prussiano. Gli oggetti esposti erano il fulcro della collezione di piccole opere d'arte (tra cui la famosa statua in bronzo del "portatore di ariete cretese"), la maggior parte della precedente collezione di vasi, l'antica collezione di gioielli in oro (compreso il tesoro d'argento di Hildesheim), parti della collezione in vetro, le collezioni di ritratti di mummie esistenti (con l'aggiunta di uno dei pochi antichi dipinti su tavola sopravvissuti, il Tondo severiano) e la collezione di antichi elmi di Lipperheide. L'esposizione di antichità, compresa la sistemazione della camera del tesoro al primo piano dell'edificio Stüler, venne ampliata nel 1976. Nel 1987 il primo piano divenne sede dei vasi della Magna Grecia, sui quali fu completa e ampia la disposizione della collezione di antichità.
In contrasto con la sua controparte di Berlino Est, la collezione ebbe accesso al mercato dell'arte internazionale e fu in grado di effettuare la sua prima acquisizione del dopoguerra nel 1958, il "torso di un ferito che cade". Fino alla riunificazione, oltre al materiale esistente sull'isola dei musei, vennero acquisite, per acquisti e donazioni, oltre 600 nuove opere d'arte. Queste comprendevano numerosi vasi antichi (tra gli altri, il Pittore di Altamura, il Pittore di Berlino, il Pittore di Brygos, il pittore  di Chiusi, il Pittore di KY, Misone, il Pittore di Pan, il Paseas, il Pittore di Pistosseno, Smikros e il Pittore di Trittolemo), numerosi busti in marmo (tra cui un busto ritratto di Cleopatra), sculture (tra cui un idolo femminile della cultura cicladica) e sarcofagi (tra gli altri, un grande sarcofago di un generale romano noto fin dal XVI secolo). Insieme a queste singole acquisizioni entrarono in possesso del Museo anche alcuni complessi più grandi. Nel 1976 una moneta antica dalla collezione di Heinrich Amersdorffer, gioielli in oro da Tarentum nel 1980, una collezione di vasi da una tomba di Taranto nel 1984 (tra cui quelli del Pittore di Armidale, del Pittore di Dareios, del Pittore di Copenaghen 4223, del Pittore di Loebbecke, del Pittore di Lucera, del Pittore degli Inferi e del Pittore di Varrese) e il contenuto di una tomba tardo romana di Colonia nel 1986.

### La collezione riunita
Dopo la riunificazione tedesca (1990) e l'acquisizione dei musei della ex Berlino est da parte della Fondazione del patrimonio culturale prussiano, anche la raccolta di arte antica risulta riunita dal punto di vista legale.